# Microgomphodon
Microgomphodon es un género extinto de terápsidos terocéfalos del Triásico medio de Sudáfrica y Namibia. Solo se reconoce a una especie de Microgomphodon, M. Oligocynus. Sus fósiles están presentes en la Zona de faunística de Cynognathus de la Formación Burgersdorp en Sudáfrica y la Formación Omingonde de Namibia y que varían en edad de finales del Olenekiense hasta el Anisiense, es una de las especies de terocéfalo más espaciadas geográfica y temporalmente. Por otra parte, su presencia en la Formación Omigonde superior de Namibia hacen además de Microgomphodon el terocéfalo superviviente más tardío. Microgomphodon es un miembro de la familia Bauriidae y un pariente cercano del género Bauria, otro baúrido surafricano de la Zona faunística de Cynognathus. Al igual que otros baúridos, posee varios rasgos parecidos a los de los mamíferos, tales como un paladar secundario y dientes poscaninos amplios, que evolucionaron independientemente de los mamíferos.

## Descripción

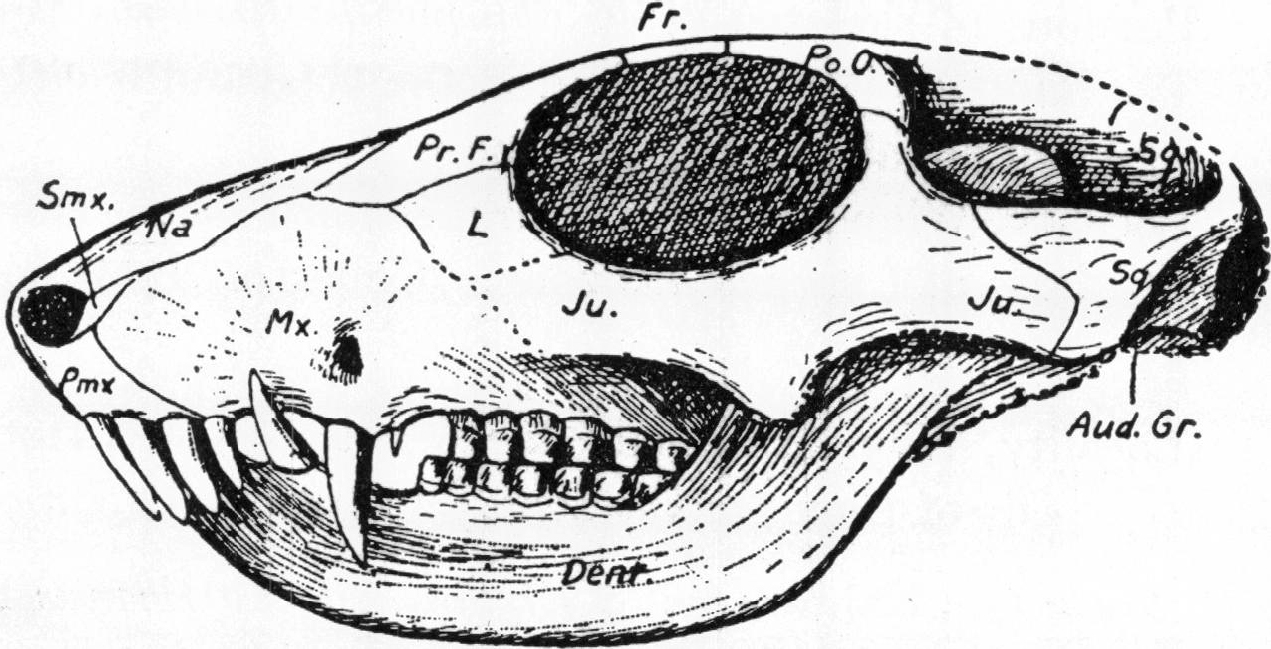
Ilustración del cráneo de Microgomphodon oligocynus, basado en el espécimen AMHH FARB 5517, originalmente descrito como Sesamodon browni.

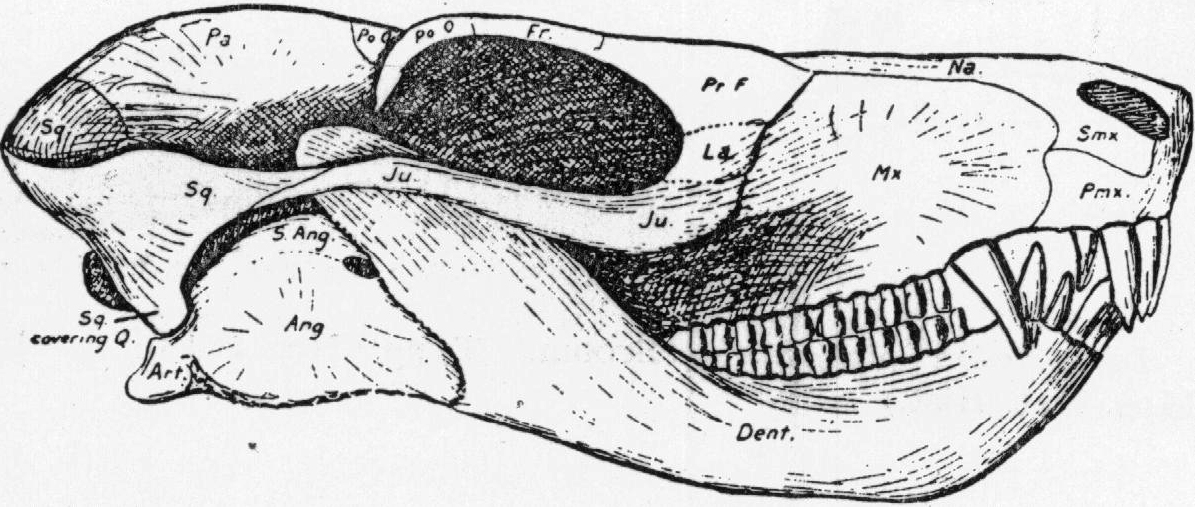
Ilustración del cráneo de Bauria cynops, basado en el espécimen AMNH FARB 5622.

Microgomphodon tiene un hocico corto y grandes cuencas oculares que son aproximadamente iguales en tamaño a las aberturas temporales situadas detrás de ellos (estas aberturas son típicamente mucho más grandes en los terocéfalos). Sus incisivos son grandes y puntiagudos, con el conjunto inferior extendido hacia delante desde la mandíbula inferior. Un par de caninos agrandados en la mandíbula superior separa los incisivos en la parte delantera de los dientes postcaninos en la parte posterior. Los dientes postcaninos se ensanchan y tienen cúspides que se entrelazan con los postcaninos de la mandíbula. Se colocan más cerca de las líneas medias de las mandíbulas superiores e inferiores que los incisivos debido a una expansión hacia adentro del maxilar y del hueso dentario.
Microgomphodon es muy similar en apariencia a Bauria, pero difiere al tener un pequeño agujero llamado agujero pineal en la parte superior del cráneo detrás de las órbitas, una barra postorbital completa, encerrando las órbitas de los ojos por detrás, menos dientes postcaninos y los caninos situados más atrás a lo largo de la mandíbula superior. Además, los dos taxones se pueden distinguir por muchas sutiles diferencias relacionadas con la forma del cráneo. Por ejemplo, Microgomphodon tiene un hocico más alto, ojos ligeramente más grandes, y un ángulo más agudo al arco zigomático que en Bauria. Los especímenes de Microgomphodon son generalmente más pequeños que los de Bauria; el cráneo más grande de Microgomphodon tiene 89 mm de largo mientras que el más grande de Bauria tiene 130 mm.

## Distribución geográfica y temporal
La mayoría de los fósiles de Microgomphodon provienen de la cuenca del Karoo de Sudáfrica. Se han encontrado cráneos de Microgomphodon en dos regiones dentro del país: uno al suroeste de Lesoto, que abarca la frontera entre el Estado Libre y el Cabo Oriental. Y otro noreste de Lesoto dentro del estado libre cerca de su frontera con KwaZulu-Natal. Las localidades fósiles en la primera región contienen tanto  Microgomphodon como Bauria, mientras que las localidades en el segundo contienen solamente a Microgomphodon. Un cráneo de Microgomphodon también se ha encontrado en la formación superior de Omingonde en Namibia.
La aparición más antigua de  Microgomphodon  está en la Subzona A de la Zona faunística de Cynognathus, que data de finales de la época Olenekiense. Microgomphodon continúa en la Subzona B de esa zona faunística, que data del Anisiense. El espécimen conocido más reciente de Microgomphodon es el cráneo de Namibia, encontrado en la parte superior de la formación de Omingonde cerca de su contacto con la Formación de Etjo. El espécimen no es sólo el más reciente de Microgomphodon, sino el más reciente de cualquier terocéfalo, haciendo de Microgomphodon el último miembro superviviente del grupo.